# Sh2-20
Sh2-20 (nota anche come RCW 141) è una nebulosa a emissione visibile nella costellazione del Sagittario.
Si individua sul bordo occidentale della costellazione, a brevissima distanza dal centro galattico; si estende per circa 10 minuti d'arco in una regione fortemente oscurata da polveri interstellari, sul bordo di un ricco campo stellare. Il periodo più indicato per la sua osservazione nel cielo serale ricade fra giugno e novembre; trovandosi a declinazioni moderatamente australi, la sua osservazione è facilitata dall'emisfero australe.
Sh2-20 è una regione H II situata sul bordo esterno del Braccio del Sagittario a una distanza stimata attorno ai 1500 parsec (4890 anni luce) dal Sole; non sono note stelle responsabili della sua ionizzazione. Al suo interno sarebbero attivi fenomeni di formazione stellare, data la presenza di alcune sorgenti di radiazione infrarossa, fra le quali spicca IRAS 17439-2845, e alcune sorgenti visibili alla lunghezza d'onda delle microonde; fra queste ultime spicca la sorgente 0.315-00.201, coincidente con un maser CH3OH. Alla nube sarebbero inoltre associati due giovani ammassi infrarossi, identificati con le sigle [DB2000] 5 e [DB2000] 6, e la sorgente di onde radio Seiradakis 36.
Sh2-20 appare in relazione con altre regioni H II situate nelle vicinanze, come Sh2-15, Sh2-16, Sh2-17, Sh2-18 e Sh2-19, tutte situate a 1500 parsec di distanza assieme all'ammasso aperto Cr 347; queste nebulose costituirebbero pertanto un'unica estesa regione di formazione stellare situata sul margine esterno del Braccio del Sagittario. Per un effetto di prospettiva, dalla Terra questa regione appare esattamente sovrapposta alla direzione del centro galattico.